# 추억공감 11시
추억공감 11시는 KBS광주 해피FM에서 2016년 10월 24일부터 2019년 11월 10일까지 3년간 방송했던 가요, 트로트 전문 라디오 프로그램이다. DJ는 김한별 아나운서이며, 방송시간은 매일 오전 11시부터 낮 12시까지이다.

## 요일별 코너
- 월요일 : LP와 DJ
- 화요일 : 영화 한편 노래한곡
- 수요일 : 이 노래 또 이 노래
- 목요일 : 추억공감 생생라이브
- 금요일 : 나의 노래 나의 명곡
- 토요일 : 신청곡 메들리, 테마사연
- 일요일 : 그 시절 가요랭킹, 일요기획